# アグネス・バルツァ
アグネス・バルツァ（ラテン文字表記：Agnes Baltsa、ギリシア語：Aγνή Mπάλτσα, 1944年11月19日 - レフカダ島）はギリシャ人のメゾソプラノ歌手、女優。

## 経歴
6歳でピアノを始めるが、後に声楽に専念。1958年に両親と共にアテネに移る。1965年にアテネ音楽院でヌヌカ・フラガ＝スピリオプロスに師事した後、マリア・カラス奨学金を得てミュンヘンに留学しシェーナーに師事。フランクフルトでヘルベルト・チャンパインに師事した後、1968年にフランクフルト歌劇場においてモーツァルト『フィガロの結婚』ケルビーノでデビュー。1970年にはウィーン国立歌劇場でリヒャルト・シュトラウス『ばらの騎士』オクタヴィアンを務める。ウィーン国立歌劇場のオクタヴィアン役では当時最年少であり、いわゆる「ズボン役」歌手として知られるようになる。後にザルツブルク音楽祭でヘルベルト・フォン・カラヤンに師事。彼女にとってカラヤンはベートーヴェンの『ミサ・ソレムニス』の録音のためのオーディションで出会い、特に影響を受け、彼女を形作った人物である。彼の指揮のもと、ザルツブルク音楽祭やザルツブルク復活祭音楽祭に定期的に出演し、リヒャルト・シュトラウス『サロメ』ヘロディアス、ビゼー『カルメン』タイトルロール、ヴェルディ『ドン・カルロ』（1986年）エボリ公女などで活躍した。
当初モーツァルトなどドイツオペラでキャリアを重ね、さらにはロッシーニ、ベッリーニ、ドニゼッティ、ヴェルディのイタリアオペラに数々の得意な役を持っているものの、世界的には『カルメン』におけるタイトルロールという当たり役とホセ・カレーラスとの共演で有名である。カルメン役での自由奔放で濃厚な歌唱と演技は、オリエンタルな容貌を強調したメイクアップとあいまって、繊細なカレーラスのドン・ホセと好対照をなしている。
1979年にカラヤン指揮ベルリン・フィルハーモニー管弦楽団の来日公演にソリストとして同行し、ヴェルディの『レクイエム』を歌っている。
その後、ベルリン・ドイツ・オペラ、ニューヨークのメトロポリタン・オペラを含むアメリカの様々な歌劇場、ミュンヘンのバイエルン国立歌劇場、ロンドンのコヴェント・ガーデン・ロイヤル・オペラ・ハウス、チューリッヒ歌劇場、パリ・オペラ座などに出演。 1980年にはウィーン国立歌劇場の宮廷歌手となる。
1985年にはドニゼッティ『マリア・ストゥアルダ』エリザベッタを、エディタ・グルベローヴァとともにアダム・フィッシャーの指揮でオーストリア初演。1987年にウィーン国立歌劇場でジャン＝ピエール・ポネル演出、クラウディオ・アバド指揮のもとで歌われた、ロッシーニ『アルジェのイタリア女』イザベラは、彼女を代表する役の一つである。1988年、バルツァはウィーン国立歌劇場名誉団員となった。彼女は、ヤナーチェク『イェヌーファ』ブリヤ家のおばあさん、ヴェルディ『ドン・カルロ』エボリ公女、ビゼー『カルメン』タイトルロールの3つの役が自分のキャリアを決定づけたと語ったことがある。これらは確かに心理的に最も深い性格を備えた役である。その間に彼女は「ズボン役」を脱ぎ捨ててしまった。
1992年のバルセロナオリンピックの開会式では、バルツァはオリンピック旗の入場に合わせて、ミキス・テオドラキス作曲のオリンピック讃歌『ヘレニズム』を歌った。
1992年にはORF（オーストリア放送協会）が『デュエット』（Duett）というタイトルでサスペンスドラマを製作している。オットー・シェンクとカールハインツ・ハックルの側で、元シークレットサービスの活動が原因で脅迫されるハンガリーのオペラ歌手をバルツァが演じている。
2000/2001年シーズンには、ウィーン国立歌劇場の日本客演でリヒャルト・シュトラウス『ナクソス島のアリアドネ』作曲家として出演。2001年にはマドリッドのテアトロ・レアルでワーグナー『パルジファル』クンドリーを初歌唱。2002年には再びウィーン国立歌劇場と契約した。
2017年10月15日の新スタヴロス・ニアルコス財団文化センターでのギリシャ国立歌劇場のオープニングでは、ヴァシリス・クリストプロス指揮、ヤニス・コッコス演出のリヒャルト・シュトラウス『エレクトラ』でバルツァがクリュテムネストラ役で凱旋公演をした。
バルツァは1974年にバス歌手のギュンター・ミッセンハルト（1938 - ）と結婚している。

## 主なレパートリー
- モーツァルト『イドメネオ』イダマンテ
- モーツァルト『フィガロの結婚』ケルビーノ
- モーツァルト『コジ・ファン・トゥッテ』ドラベッラとデスピナ
- モーツァルト『ドン・ジョヴァンニ』ドンナ・エルヴィーラ
- ロッシーニ『セビリアの理髪師』
- ロッシーニ『チェネレントラ（シンデレラ）』
- ロッシーニ『アルジェのイタリア女』
- マスカーニ『カヴァレリア・ルスティカーナ』
- サヴェリオ・メルカダンテ『誓い』ビアンカ
- ヴェルディ『アイーダ』アムネリス
- ヴェルディ『運命の力』プレツィオジッラ
- ヴェルディ『イル・トロヴァトーレ』アズーチェーナ
- ヴェルディ『ドン・カルロ』エボリ公女
- ジュール・マスネ『エロディアード』
- ジュール・マスネ『テレーズ』
- ヴィンチェンツォ・ベッリーニ『カプレーティとモンテッキ』
- ヴィンチェンツォ・ベッリーニ『ノルマ』
- ドニゼッティ『マリア・ストゥアルダ』エリザベッタ
- ドニゼッティ『イル・カンパネロ・ディ・ノッテ』
- ドニゼッティ『ラ・ファヴィータ』レオノーラ 他
- ベルリオーズ『トロイアの人々』ディド
- カミーユ・サン＝サーンス『サムソンとダリラ』
- リヒャルト・シュトラウス『ばらの騎士』オクタヴィアン
- リヒャルト・シュトラウス『ナクソス島のアリアドネ』ナクソス
- リヒャルト・シュトラウス『エレクトラ』クリュテムネストラ
- リヒャルト・シュトラウス『サロメ』ヘロディアス
- ジャコモ・マイアベーア『預言者』フィデス
- ジョルジュ・ビゼー『カルメン』ホセ・カレーラスと何度も共演した役
- アレクサンドル・ボロディン『イーゴリ公』コンチャーコヴナ
- ヨハン・シュトラウス2世『こうもり』オルロフスキー公爵

コンサートにおいても、1978年にはマーラーの交響曲第8番、1979年にはベートーヴェンの交響曲第9番、1980年と1984年にはヴェルディ『レクイエム』、1983年にはロッシーニ『スターバト・マーテル』、1985年にはJ.S.バッハ『ロ短調ミサ曲』、1987年にはモーツァルト『レクイエム』（カラヤン氏追悼）に出演している。また1992年にはクラウス・テンシュテット指揮ロンドン・フィルハーモニック・オーケストラによるマーラー『大地の歌』をレコーディングしており（テノール：クラウス・ケーニヒ）名盤として名高い。
バルツァは、クラシック・オペラのレパートリーとは別に、ミキス・テオドラキスやマノス・ハジダキスなどの作曲家の作品を含む、ギリシャ音楽の歌い手としても名を馳せている。2004年春の来日の際も、東京でギリシャの民謡やフォークソングを歌った。

## ディスコグラフィー
オペラ、コンサート、オラトリオ、歌曲、民謡等、きわめて数多くの録音・映像が記録されており、日本版Amazonだけでも2020年8月現在1000点以上のアイテムが存在する。

## こぼれ話
初期の『美味しんぼ』に登場したギリシャ人女性オペラ歌手マリア・セレーネ（ソプラノ）は、声域は違うがバルツァをモデルにしているものと思われる。